# Joyeux Noël Shrek !
Pour plus de détails, voir Fiche technique et Distribution.
Joyeux Noël Shrek ! (Shrek the Halls) est un TV Special de Noël américain d'animation de format court, issu de la franchise Shrek et diffusé pour la première fois le 9 décembre 2007 sur ABC.

## Synopsis
C'est bientôt la fête de Shrek. L'Âne, Fiona et la bande sont tous fin prêts à l'idée de fêter le gros bonhomme en rouge et s'attendent à ce que Shrek prépare une merveilleuse fête. Seulement, ce dernier n'a rien préparé. Car Shrek, comme tous les autres ogres, n'a jamais fêté son anniversaire.

## Fiche technique
- Titre : Joyeux Noël Shrek !
- Titre original : Shrek the Halls
- Réalisation : Gary Trousdale
- Scénario : Gary Trousdale, Sean Bishop, Theresa Cullen et Bill Riling
- Musique : Harry Gregson-Williams
- Montage : William J. Caparella
- Production : Teresa Cheng et Gina Shay
- Société de production : DreamWorks Animation et Pacific Data Images
- Pays :  États-Unis
- Genre : Animation, aventure, comédie, fantasy
- Durée : 21 minutes
- Dates de sortie : 
  -  États-Unis : 28 novembre 2007

## Distribution
| - Mike Myers : Shrek - Cameron Diaz : Princess Fiona (la princesse Fiona) - Antonio Banderas : Puss in Boots (le Chat potté) - Eddie Murphy : Donkey (l'Âne) - Cody Cameron : Pinocchio / Three little pigs (les Trois petits cochons) - Christopher Knights : Three blind mice (les 3 souris aveugles) - Conrad Vernon : Muffin Man (Ti-Biscuit) - Aron Warner : Big Bad Wolf (le Grand Méchant Loup) - Marissa Jaret Winokur : Bookstore Clerk (la libraire) | - Alain Chabat : Shrek - Med Hondo : l'Âne - Barbara Tissier : la princesse Fiona - Boris Rehlinger : le Chat potté - Emmanuel Garijo : 'Tit Biscuit - Alexandre Gillet : Pinocchio - Jean-Loup Horwitz : les Trois petits cochons - Philippe Catoire : le Grand méchant loup - Éric Métayer : les souris aveugles - Patricia Piazza : la libraire - Voix additionnelles : Eve Lorach, Christophe Bouisse, Sébastien Finck, Jean-Luc Atlan, Nathalie Kanoui, Raphaël Cohen. |